# Komatsu (bedrijf)
Komatsu (Japans: 株式会社小松製作所, Kabushiki-gaisha Komatsu Seisakusho) is een producent van bouwmachines die in 1921 werd opgericht in Komatsu, Japan.
Komatsu Europe International NV. bevindt zich sinds 1967 in Vilvoorde te België. Hier is tevens het magazijn voor wisselstukken voor Europa, Afrika en Midden-Oosten gevestigd.

## Geschiedenis
Het bedrijf werd opgericht door Takeuchi Mining Industry in 1917 om het producerende onderdeel te zijn voor bouwmachines en mijnvoorwerpen voor het gebruik in huis. In 1921 scheidde het zich af van Takeuchi Mining & Co en werd als Komatsu Ltd. een op zichzelf staand bedrijf. Het gevolg was een grote ontwikkeling van bouwmachines over de jaren waaronder de bulldozer, dieselmotor, laadschop, graafmachines, wielladers etc.
In juli 1989 nam het bedrijf een meerderheidsbelang in het Duitse bedrijf Hanomag. In 1995 werd de naam gewijzigd in Komatsu-Hanomag. In 2002 nam Komatsu de laatste aandelen over. Sindsdien wordt de naam Hanomag niet meer gebruikt.

## Activiteiten
De activiteiten van Komatsu zijn in twee bedrijfsonderdelen gegroepeerd.
- Construction, Mining and Utility equipment, dit onderdeel levert materieel dat ingezet wordt bij de bouw, bij infrastructurele werken en in de mijnbouw. Het is het grootste bedrijfsonderdeel en vertegenwoordig ruim 80% van de totale omzet.[2] Ongeveer een vijfde van de omzet van dit onderdeel wordt gerealiseerd in Japan en hetzelfde deel in Noord-Amerika. Het aandeel van Europa is minder dan 10%.[2] Brazilië heeft een aandeel van 15% in de omzet en de Volksrepubliek China ongeveer 5%.[2]
- Industrial Machinery and others, dit onderdeel levert materieel voor diverse bedrijfstakken waaronder de automobielindustrie en voor de productie van halfgeleiders.[2]

### Europa
De importeur van Komatsu voor de gehele Benelux is gevestigd in België. In 2004 heeft BIA Doornbos in Zutphen (voorheen Brinkman en Niemeier) overgenomen. Dit is nu de hoofdvestiging van BIA-b.v, met een servicepunt in Gouda. De hoofdvestiging van BIA zit in België en deze neemt ook Luxemburg voor haar rekening. BIA Overseas NV exporteert de machines richting Centraal- en West-Afrika. Met al deze vestigingen is de BIA-groep goed voor een jaaromzet van 210 miljoen euro.
Per 1 juli 2024 gaat het importeurschap van Komatsu voor Nederland, van BIA over op Van der Spek Vianen B.V..
Komatsu heeft productievestigingen over de gehele wereld, maar specifiek voor de Europese markt worden de machines vervaardigd in
- Engeland (Newcastle)
- Duitsland (Hannover en Düsseldorf)
- Italië (Este)

### Productaanbod

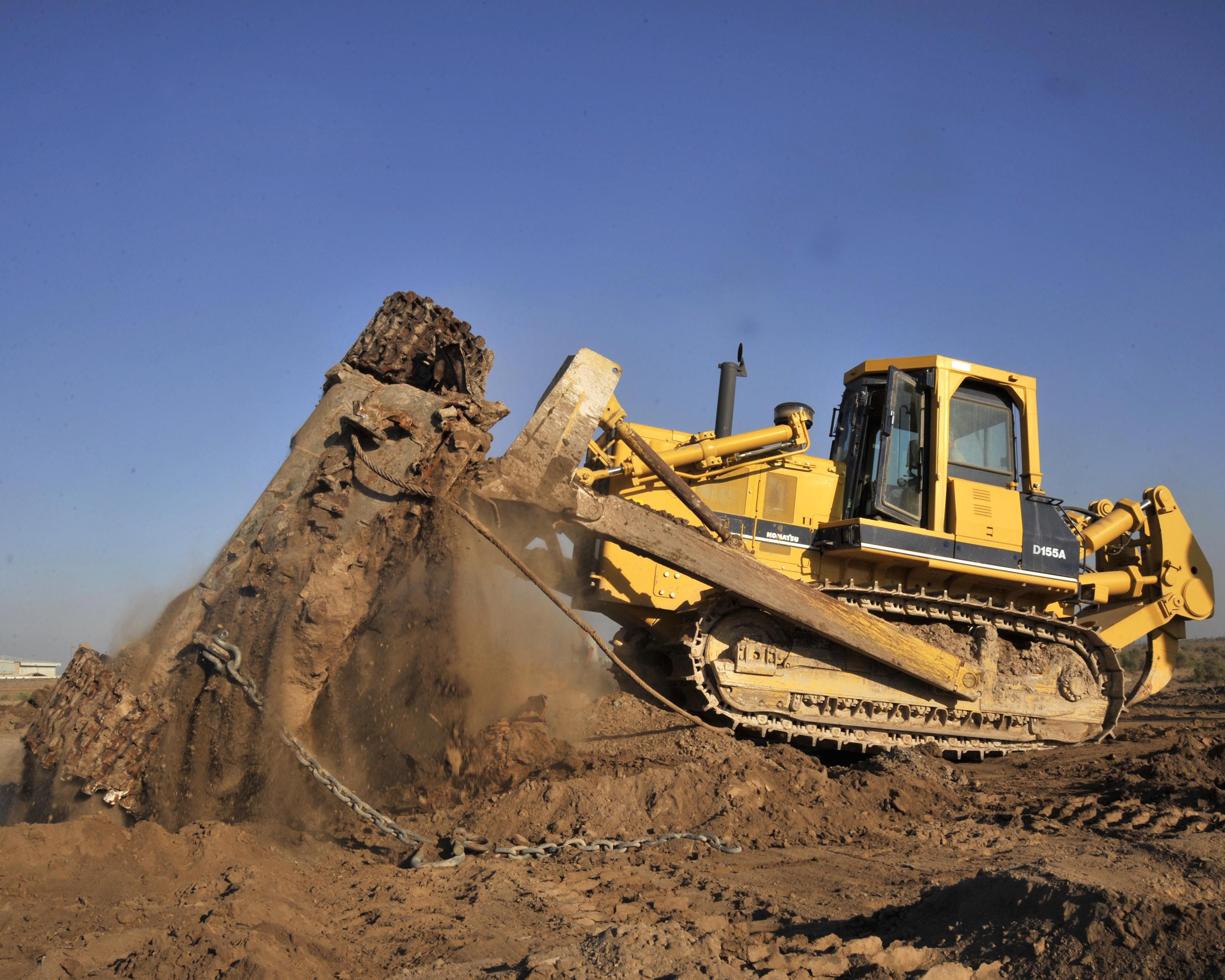
Komatsu D155A bulldozer

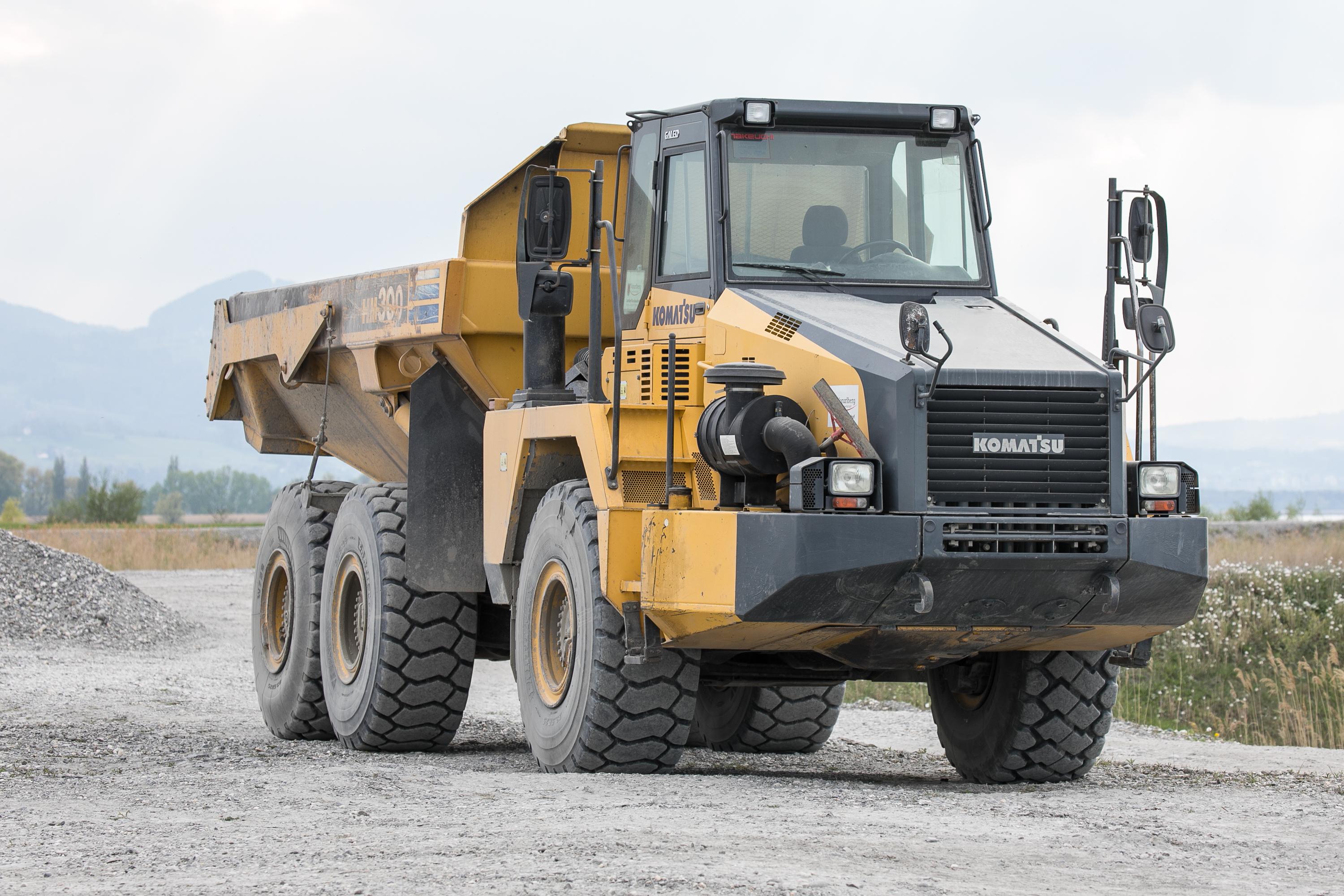
Komatsu HM300 Kiepwagen met knikbesturing

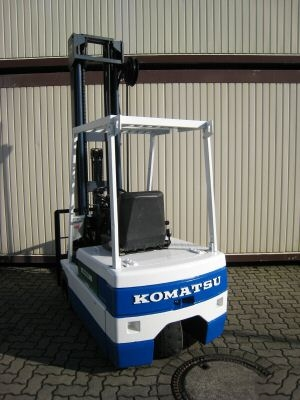
Komatsu heftruck

Het productaanbod van Komatsu omvat
- bulldozers
- rupsgraafmachines
- bandengraafmachines
- heftrucks
- schrankladers
- minigraafmachines
- midigraafmachines
- graaflaadcombinaties
- wielladers
- knipdumpers
- starredumpers
- verreikers

### Komtrax
Op de nieuwe machines van Komatsu zit standaard een gps-systeem, hiermee kan de eigenaar van de machine (via internet) nauwkeurig aflezen waar de machine staat, waar dan ook op de wereld. Verder zijn via dit systeem de werkuren en error-codes op te vragen.